# Overboost

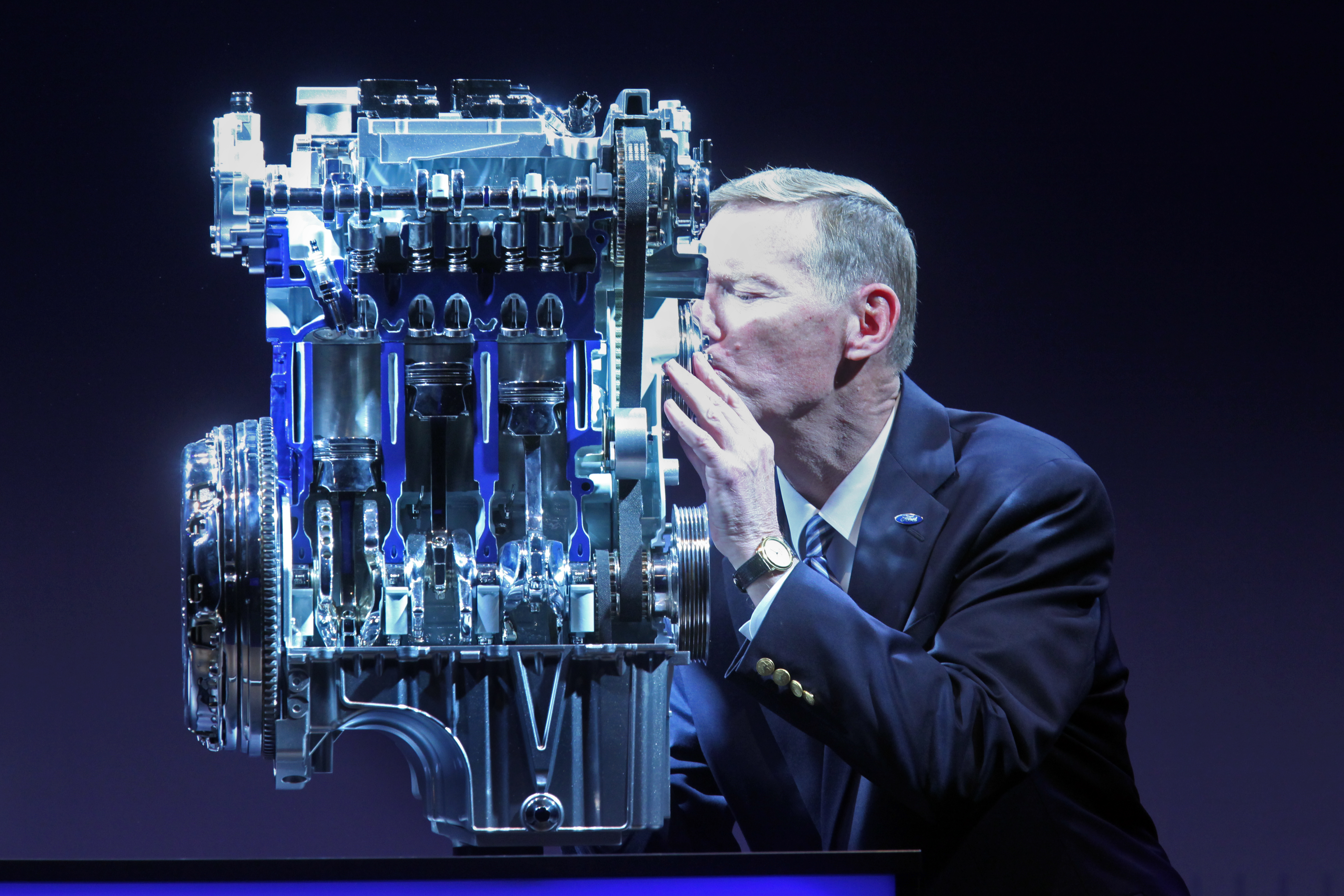
Un motore Ford EcoBoost da 1.0 litri turbo a tre cilindri, esempio di motore stradale dotato di overboost.

L'overboost o sovraspinta è un sistema che fornisce ulteriore potenza in caso di necessità nei motori sovralimentati con turbocompressore.

## Definizione
L'overboost consente, in alcune automobili munite di turbocompressore, di innalzare momentaneamente la pressione di sovralimentazione al disopra del valore massimo impiegato nel funzionamento continuativo. Si viene così a disporre, in certe condizioni, di una vera e propria "superpotenza", anche se per periodi di breve durata (in genere la durata del funzionamento con sovraspinta viene controllata da una centralina elettronica), che può risultare di grande utilità ad esempio nei sorpassi e in altre situazioni. Per ottenere questa pressione di sovralimentazione più elevata, di norma vi è un attuatore, collegato alla centralina, che agisce sulla valvola wastegate.

## Funzionamento
Il funzionamento consiste, al momento dell'azionamento massimo del comando gas (a "tavoletta" o a "manetta" in gergo), nell'aumentare per un breve periodo di tempo la pressione del turbocompressore, in modo tale da fornire per qualche istante una potenza superiore. Infatti questa funzione "inganna" la valvola wastegate per un periodo di tempo limitato per poi farla ritornare al suo funzionamento normale. Nelle versioni più avanzate l'overboost si autodisattiva in seguito a diverse accelerazioni per non compromettere l'affidabilità del motore. L'aumento di pressione della turbina, infatti, può mettere in serio rischio la durata del propulsore il quale non è stato progettato per quelle sollecitazioni.
Nelle elaborazioni esiste inoltre un ulteriore tipo di sovraspinta che può essere comandato direttamente dall'interno dell'abitacolo, il cosiddetto "overboost manuale". questo non è altro che un'elettrovalvola, comandata da un interruttore posto sul cruscotto, che viene situata nel mezzo del condotto tra valvola wastegate e turbina. Quando questa elettrovalvola si apre, si viene a creare uno "sfogo d'aria", spesso calibrato tramite una valvola a spillo o da un getto da carburatore, che "inganna" la membrana della wastegate e la fa agire ad una pressione superiore. Questo metodo, unito ad un'opportuna taratura del sistema di iniezione/carburazione, genera notevoli incrementi di potenza nei motori turbo, anche se ne causa pure un più rapido deterioramento dovuto alle sollecitazioni che comporta. È pertanto utile rinforzare il motore nel caso in cui si punti ad utilizzare la "sovraspinta manuale" per raggiungere pressioni di sovralimentazione notevoli per non arrivare alla distruzione dei componenti più stressati e quindi del motore.

## Storia e tipologie
I primi overboost erano elettromeccanici, pertanto la bacchetta dell'acceleratore a fondo corsa toccava un microrelè, collegato ad un temporizzatore, che attivava la chiusura della wastegate.
In Formula 1 veniva azionato dal pilota tramite un pulsante sul volante.
Oggi con l'avvento massiccio dell'elettronica, la sovraspinta viene completamente controllata dalla centralina del controllo motore; vengono usati attuatori elettropneumatici.